# 尚福梅
尚福梅（1964年—），湖北武漢人，中國前女子羽球運動員。

## 簡歷
尚福梅曾於1984年獲得全國青少年羽球比賽女子單打冠軍。1985年入選國家隊。1988年，她代表中國隊參加優霸盃國際女子團體賽，獲得冠軍。
在個人賽方面，尚福梅曾參加1986年全英羽球公開錦標賽女子單打比賽，在八強賽以7-11、5-11被韓國選手金練子淘汰。1988年8月，她與韓愛萍一起獲得香港羽球公開賽女子雙打亞軍，在決賽中以10-15、4-15輸給隊友林瑛、關渭貞。1989年3月，她參加全英羽球公開賽女子單打比賽，在第二輪以10-12、6-11被丹麥選手淘汰。同年她獲得瑞典羽球公開賽女子單打季軍。